# كارل لونغ (لاعب كرة قاعدة)
كارل لونغ (بالإنجليزية: Carl Long)‏ هو لاعب كرة قاعدة أمريكي، ولد في 9 مايو 1935 في روك هيل في الولايات المتحدة، وتوفي في 12 يناير 2015 في كينستون في الولايات المتحدة بسبب سكتة.

## وصلات خارجية
- كارل لونغ على موقعبيزبول رفرنس.كوم (الدوري الثانوي) (الإنجليزية)